# بطن غران
بطن غران هو مكان في المملكة العربية السعودية وقعت فيه غزوة على عهد النبي محمد. حيث جرت فيه غزوة بني لحيان. حيث انطلق النبي محمد في ربيع الأول أو في جمادى الأولى في السنة السادسة للهجرة التي توافق عام 627 للميلاد، ومعه 200 من المقاتلين المسلمين وللتمويه على الأعداء فقد جعل النبي وجهته نحو الشام، ثم سرعان ما تغير الطريق نحو بطن غران، وكان ذلك انتقاما من بني لحيان لأنهم قتلوا 10 من المسلمين غدرًا في حادثة الرجيع. 

## أسبابها
في السنة الرابعة من الهجرة قدم على الرسول قوم من عَضَل وقَارَة، ذكروا أنهم دخلوا في الإسلام، وسألوا أن يبعث النبي معهم من يُعلمهم الدين، ويقرئهم القرآن، فأرسل إليهم الرسول بعشرة من أصحابه، ولما كانوا في طريقهم إلى قوم من عَضَل وقَارَة غدر بهم قوم من بني لحيان وقتلوهم غيلة.
ولما كانت ديار بني لحيان متوغلة في الحجاز إلى حدود مكة، لم يُرِد الرسول أن يتوغل بمقربة من قريش آنذاك، ولكن عندما تخاذلت الأحزاب واستوهنت عزائمهم في السنة السادسة من الهجرة، رأى النبي أن الوقت قد آن لأن يُعاقب بني لحيان على قتلهم لأصحابه في الرجيع، فخرج إليهم في مائتين من أصحابه.

## أحداث الغزوة
لما سمعت بنو لحيان بقدوم المسلمين هربوا في رؤوس الجبال، ووصل النبي وأصحابه ولم يحدث قتال، فأقام النبي يومين بأرضهم حتى يعلم العرب بفرار بني لحيان، ثم رجع إلى المدينة المنورة.
يقول ابن هشام في السيرة: «ثم أقام رسول الله ﷺ بالمدينة ذا الحجة والمحرم وصفر وشهري ربيع، وخرج في جمادى الأولى على رأس ستة أشهر من فتح قريظة إلى بني لحيان يطلب بأصحاب الرجيع خبيب وأصحابه، وأظهر أنه يريد الشام  ليصيب من القوم غرة. فسلك على غراب، جبل بناحية المدينة على طريقه إلى الشام ، ثم على محيص ، ثم على البتراء، ثم صفق ذات اليسار، فخرج على بين، ثم على صخيرات اليمام، ثم استقام به الطريق على المحجة من طريق مكة، فأغذ السير سريعا، حتى نزل على  غُرَانَ، وهي منازل بني لحيان، وغران واد بين أمج وعسفان، إلى بلد يقال له: ساية، فوجدهم قد حذروا وتمنعوا في رءوس الجبال. فلما نزلها رسول الله ﷺ وأخطأه من غرتهم ما أراد، قال : لو أنا هبطنا عسفان  لرأى أهل مكة أنا قد جئنا مكة، فخرج في مئتي راكب من أصحابه حتى نزل عسفان، ثم بعث فارسين من أصحابه حتى بلغا كراع الغميم، ثم كر وراح رسول الله ﷺ قافلا.»